# El Kelaâ des Sraghna (provins)
El Kelaâ des Sraghna (arabiska: إقليم قلعة السراغنة) är en provins i Marocko. Den ligger i regionen Marrakech-Safi, 220 km söder om huvudstaden Rabat. Antalet invånare är 754 705. Arean är 4 214 kvadratkilometer.